# Cel mai mare număr prim cunoscut

Un plot al numărului de cifre în baza 10 al celui mai mare număr prim pentru fiecare an, de la inventarea calculatoarelor electronice. Axa verticală este logaritmică.

Cel mai mare număr prim cunoscut este  2136.279.841 − 1. Scris în bază 10, acesta are 41.024.320 de cifre. E un număr prim Mersenne. Acesta a fost găsit la 12 octombrie 2024, pe o mașină virtuală bazată în cloud, oferită voluntar de Luke Durant, un cercetător de 36 de ani din San Jose, California, pentru organizația Great Internet Mersenne Prime Search (GIMPS).
Multe dintre cele mai mari numere prime cunoscute sunt numere prime Mersenne, numere care sunt cu o unitate mai mici decât o putere a lui 2. Numerele prime de această formă sunt preferate deoarece se poate utiliza un test de verificare specializat care este mai rapid decât cel general. La data de octombrie 2024, cele mai mari șapte numere prime cunoscute sunt numere prime Mersenne. 
Ultimele optsprezece numere prime record au fost numere prime Mersenne. 
Reprezentarea binară a oricărui număr prim Mersenne este compusă numai din 1, deoarece forma binară a lui 2k - 1 este pur și simplu k repetări de 1, din cauza reprezentării numerelor întregi în complement față de 2.
Găsirea unor numere prime mai mari este uneori prezentată ca un mijloc de criptare mai puternică, dar nu este adevărat, pentru că folosirea acestor numere pentru criptare nu este sigură, din moment ce sunt acum faimoase.

## Premii
Există mai multe premii oferite de Electronic Frontier Foundation (EFF) pentru recorduri de numere prime. În 1999 a fost găsit un prim cu un milion de cifre, care i-a adus descoperitorului un premiu de 50.000 USD. În 2008, un prim de zece milioane de cifre a câștigat un premiu de 100.000 USD și un Cooperative Computing Award din partea EFF. Time a numit acest număr prim drept a 29-a invenție de top a anului 2008.
Ambele numere prime au fost descoperite prin intermediul Great Internet Mersenne Prime Search (GIMPS), care coordonează eforturile de căutare pe termen lung între zeci de mii de calculatoare și mii de voluntari. Premiul de 50.000 USD a revenit descoperitorului, iar premiul de 100.000 USD a revenit GIMPS. GIMPS va împărți cu participantul câștigător premiul de 150.000 USD pentru primul prim de peste 100 de milioane de cifre. Un premiu suplimentar de 250.000 USD este oferit pentru primul număr prim cu cel puțin un miliard de cifre.
GIMPS oferă, de asemenea, un premiu de 3.000 USD pentru descoperirea unui nou prim Mersenne cu mai puțin de 100 de milioane de cifre.

## Istoric

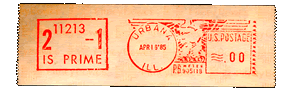
Ștampilă poștală comemorativă folosită de Departamentul de matematică al Universității Illinois din Urbana-Champaign după ce a demonstrat că M_{11213} este prim

Tabelul următor listează progresul în descoperirea celui mai mare număr prin în ordine ascendentă. Aici, Mp = 2p − 1 este numărul Mersenne cu exponent p, unde p este un număr prim. Cel mai longeviv record cunoscut a fost M19 = 524.287, care a fost cel mai mare prim cunoscut timp de 144 de ani.
Numerele prime până la {\displaystyle {\tfrac {2^{148}+1}{17}}} inclusiv sunt găsite fără ajutorul unui calculator, în timp ce numerele începând cu 180×(M127)2+1 sunt găsite cu ajutorul calculatoarelor.
Voluntarii GIMPS au găsit ultimele șaisprezece recorduri, toate fiind numere prime Mersenne. Acestea au fost găsite pe calculatoare personale obișnuite până la cel mai recent, găsit de Luke Durant, fost angajat al Nvidia, folosind o rețea de mii de unități de procesare grafică (GPU) dedicate. Durant a petrecut aproximativ un an și a cheltuit 2 milioane de dolari americani în această vânătoare. Este prima dată când un prim Mersenne a fost descoperit folosind unități GPU în loc de unități centrale de procesare (CPU).
| Număr                                               | Cifre      | Anul în care a fost găsit | Descoperitor |
| --------------------------------------------------- | ---------- | ------------------------- | --- |
| M17                                                 | 6          | 1588                      | Pietro Cataldi |
| M19                                                 | 6          | 1588                      | Pietro Cataldi |
| M31                                                 | 10         | 1772                      | Leonhard Euler |
| {\displaystyle {\mathsf {\tfrac {M_{59}}{179951}}}} | 13         | 1867                      | Fortuné Landry |
| M127                                                | 39         | 1876                      | Édouard Lucas |
| {\displaystyle {\mathsf {\tfrac {2^{148}+1}{17}}}}  | 44         | 1951                      | Aimé Ferrier, cu un calculator mecanic. Cel mai mare record care nu e făcut de un calculator electric. |
| 180×(M127)2+1                                       | 79         | 1951                      | J. C. P. Miller & D. J. Wheeler folosind calculatorul EDSAC de la Cambridge |
| M521                                                | 157        | 1952                      | Raphael M. Robinson |
| M607                                                | 183        | 1952                      | Raphael M. Robinson |
| M1279                                               | 386        | 1952                      | Raphael M. Robinson |
| M2203                                               | 664        | 1952                      | Raphael M. Robinson |
| M2281                                               | 687        | 1952                      | Raphael M. Robinson |
| M3217                                               | 969        | 1957                      | Hans Riesel |
| M4423                                               | 1.332      | 1961                      | Alexander Hurwitz |
| M9689                                               | 2.917      | 1963                      | Donald B. Gillies |
| M9941                                               | 2.993      | 1963                      | Donald B. Gillies |
| M11213                                              | 3.376      | 1963                      | Donald B. Gillies |
| M19937                                              | 6.002      | 1971                      | Bryant Tuckerman |
| M21701                                              | 6.533      | 1978                      | Laura A. Nickel și Landon Curt Noll |
| M23209                                              | 6.987      | 1979                      | Landon Curt Noll |
| M44497                                              | 13.395     | 1979                      | David Slowinski and Harry L. Nelson |
| M86243                                              | 25.962     | 1982                      | David Slowinski |
| M132049                                             | 39.751     | 1983                      | David Slowinski |
| M216091                                             | 65.050     | 1985                      | David Slowinski |
| 391581×2216193−1                                    | 65.087     | 1989                      | John Brown, Landon Curt Noll, B. K. Parady, Gene Ward Smith, Joel F. Smith, Sergio E. Zarantonello. Cel mai mare număr prim non-Mersenne care era cel mai mare număr prim cunoscut când a fost descoperit. |
| M756839                                             | 227.832    | 1992                      | David Slowinski și Paul Gage |
| M859433                                             | 258.716    | 1994                      | David Slowinski și Paul Gage |
| M1257787                                            | 378.632    | 1996                      | David Slowinski și Paul Gage |
| M1398269                                            | 420.921    | 1996                      | GIMPS, Joel Armengaud |
| M2976221                                            | 895.932    | 1997                      | GIMPS, Gordon Spence |
| M3021377                                            | 909.526    | 1998                      | GIMPS, Roland Clarkson |
| M6972593                                            | 2.098.960  | 1999                      | GIMPS, Nayan Hajratwala |
| M13466917                                           | 4.053.946  | 2001                      | GIMPS, Michael Cameron |
| M20996011                                           | 6.320.430  | 2003                      | GIMPS, Michael Shafer |
| M24036583                                           | 7.235.733  | 2004                      | GIMPS, Josh Findley |
| M25964951                                           | 7.816.230  | 2005                      | GIMPS, Martin Nowak |
| M30402457                                           | 9.152.052  | 2005                      | GIMPS, profesorii Curtis Cooper și Steven Boone de la University of Central Missouri |
| M32582657                                           | 9.808.358  | 2006                      | GIMPS, Curtis Cooper and Steven Boone |
| M43112609                                           | 12.978.189 | 2008                      | GIMPS, Edson Smith |
| M57885161                                           | 17.425.170 | 2013                      | GIMPS, Curtis Cooper |
| M74207281                                           | 22.338.618 | 2016                      | GIMPS, Curtis Cooper |
| M77232917                                           | 23.249.425 | 2017                      | GIMPS, Jonathan Pace |
| M82589933                                           | 24.862.048 | 2018                      | GIMPS, Patrick Laroche |
| M136279841                                          | 41.024.320 | 2024                      | GIMPS, Luke Durant |